# Јосип Тонжетић
Јосип Тонжетић (Хутин код Карловца, 28. март 1930 — 17. јануар 2022) био је хрватски и југословенски кларинетиста и педагог.

## Биографија
Јосип Тонжетић је рођен у Хутину код Карловца, 28. марта 1930. године.
Студије кларинета уписао је 1946, а завршио је 1954. године на Музичкој академији. у Београду у класи реномираног професора Бруне Бруна
Годину дана се усавршавао (1963/1964) у Паризу код чувеног професора Улиса Делеклуза.
Од 1950. до 1959. године ради у оркестру Београдске опере као солиста. У периоду од 1959. до 1972. године постаје први кларинетиста Загребачке опере.
Од 1965. године постаје професор на Музичкој академији у Загребу.
Умро је 17. јануара 2022. године.

## Извођачка делатност
Успешно је наступао као солиста на кларинету.

## Педагошка делатност
Извео је многе успешне, данас познате кларинетисте.